# Timo Juhani Koponen
Timo Juhani Koponen (født 13. januar 1939) er en finsk botaniker, der især har beskæftiget sig med mosser. Han var professor ved Helsinki Universitet 1986 til 2002.
I forbindelse med et botanisk navn benyttes T.J. Kop. som standardforkortelse (autornavn). Det er f.eks. autornavnet for mosset Rhizomnium punctatum (Alm. Bredblad).